# Bokoto jezik
Bokoto jezik (bhokoto, bogodo, bogoto, bokodo, bokpoto; ISO 639-3: bdt), nigersko-kongoanski jezik uže ubanške skupine, kojim govori 130 000 ljudi (1996) u Srednjoafričkoj Republici u podprefekturama Baoro, Carnot i Boda. 
Ima nekoliko dijalekata: gbaya of boda (gbaya de boda), bokpan i bokoto. S još tri jezika (gbanu [gbv], gbaya-bossangoa [gbp] i gbaya-bozoum [gbq]) pripada centralnoj podskupini gbaya-manza-ngbaka jezika. Jedan je od šest individualnih jezika makrojezika gbaya [gba].

## Vanjske poveznice
- Ethnologue (14th)
- Ethnologue (15th)